# Араз-Нахчыван
ПФК «Араз-Нахчыван» — азербайджанский футбольный клуб из города Нахичевань.

## История

### Период СССР
Клуб был создан в 1967 году под названием «Араз». В 1968 году принял участие в чемпионате СССР, третьей зоне, группе «Б». Первая игра состоялась против «Дашгына».
С 1977 по 1989 год с небольшими перерывами принимал участие во второй лиге чемпионата СССР, в группе «А».
В 1987 году команда завоевала первый титул — стала чемпионом первенства Азербайджанской ССР по футболу.
Титул позволил возвратиться в чемпионат СССР по футболу.
В период Азербайджанской ССР за команду выступали Беюкага Гаджиев, Вагиф Садыхов, Октай Абдуллаев, Новруз Азимов, Машалла Ахмедов, Ильгар Гусейнов, Асим Ибрагимов, Джейхун Гусейнов, Аллахверди Сафаров, Ибрагим Рзаев.
Первым главным тренером клуба был именитый игрок бакинского «Нефтчи» Тофик Ахундов.
Воспитанниками клуба «Араз» являются такие именитые азербайджанские игроки, как Вагиф Садыхов, Октай Абдуллаев, Новруз Азимов, Машаллах Ахмедов, Ильгар Гусейнов, Асим Ибрагимов, Джейхун Гусейнов. После распада СССР команда прекратила своё существование.

### Первое возрождение
В 2000 году команда была сформирована заново и приняла участие в Высшей лиге Азербайджана. Произошло первое возрождение клуба, которое продлилось недолго. Уже в самом начале 2002 года из-за финансовых проблем команда вновь прекратила своё существование.

### Второе возрождение
Второе возрождение клуба состоялось через 11 лет. 18 марта 2013 года в Верховном Меджлисе Нахичеванской Автономной Республики состоялось совещание по теме «Текущее состояние физической культуры и спорта в НАР и предстоящие задачи». На совещании председатель Верховного Меджлиса НАР Васиф Талыбов дал поручение Министерству молодежи и спорта и Футбольной Федерации НАР о воссоздании футбольного клуба «Араз».
После этого селекционеры, а также назначенный на пост главного тренера Аскер Абдуллаев начали комплектацию команды. Тренировки проходили на стадионе спортивного олимпийского комплекса города Шарур. Костяк возрожденной команды состоял из молодых футболистов. В команду были привлечены также несколько опытных игроков. Эмин Имамалиев был назначен первым капитаном клуба.
В 2013 году состоялся дебют команды в Первом дивизионе Азербайджана по футболу под названием ПФК «Араз-Нахчыван».
14 августа 2013 года клуб провёл первый товарищеский матч после возрождения с другим представителем Первого дивизиона — ФК «Нефтчала». Игра, проходившая на Центральном городском стадионе города Нахичевань, собрала 4000 зрителей и завершилась вничью 1:1.
В дебютном сезоне 2013/2014 «Араз» вышел в Премьер-лигу, став победителем Первого дивизиона. В первом же матчеПремьер-лиги клуб победил «Нефтчи» (Баку) с разгромным счётом 3:0.
Клуб принял участие в чемпионате Азербайджана 2014/2015. Однако, после проигрыша Карабаху в 11 туре со счётом 0:4, команда, обратившись в Профессиональную футбольную лигу, остановил участие в чемпионате и вышел из Лиги.

### Третье возвращение
Очередное возвращение состоялось в 2021 году. В Азербайджанской Региональной Лиге в сезоне 2021/2022 клуб завоевал бронзовые  медали.
В сезоне 2022/2023 команда заняла первое место в Первом дивизионе и вышла в Премьер-лигу.
В сезоне 2023/2024 в чемпионате Азербайджана команда заняла 8 место.
В 2023 году клуб заключил контракт с бразильским защитником Игором Рибейро.
По итогам сезона 2024/2025 команда заняла третье место, и получила право сыграть в Лиге конференций.

## Еврокубки
Команда дебютировала в еврокубках в сезоне 2025/26 в Лиге конференций.
В розыгрыше 2025/2026 команда стартовала со второго квалификационного раунда. Во втором раунде клуб обыграл «Арис Салоники» (Греция)(4:3).
В первом матче третьего квалификационного раунда 7 августа команда уступила Омониеи (Кипр) (0:4). Ответный матч состоится 14 августа.

## Руководство
Учредителем ПФК «Араз-Нахчыван» является министерство молодежи и спорта Нахчыванской Автономной Республики. Должность президента в клубе отсутствует. Эту должность замещает исполнительный директор клуба.

## Основной состав
| 1  | Флаг Азербайджана | Вр  | Вюсал Шабанов        | 2002 |  |  |  |  |  |
| 12 | Флаг Молдовы      | Вр  | Кристиан Аврам       | 1994 |  |  |  |  |  |
| 94 | Флаг Азербайджана | Вр  | Тарлан Ахмедли       | 1994 |  |  |  |  |  |
|    |                   |     |                      |      |  |  |  |  |  |
| 2  | Флаг Азербайджана | Защ | Славик Алхасов       | 1993 |  |  |  |  |  |
| 3  | Флаг Азербайджана | Защ | Бахтияр Гасанализаде | 1992 |  |  |  |  |  |
| 4  | Флаг Бразилии     | Защ | Игор Рибейро         | 1996 |  |  |  |  |  |
| 17 | Флаг Буркина-Фасо | Защ | Иссуф Паро           | 1994 |  |  |  |  |  |
| 22 | Флаг Азербайджана | Защ | Эльчин Мустафаев     | 2000 |  |  |  |  |  |
| 26 | Флаг Азербайджана | Защ | Омар Булудов         | 1998 |  |  |  |  |  |
| 34 | Флаг Азербайджана | Защ | Урфан Аббасов        | 1992 |  |  |  |  |  |
|    |                   |     |                      |      |  |  |  |  |  |
| 5  | Флаг Азербайджана | ПЗ  | Гара Гараев          | 1992 |  |  |  |  |  |
| 6  | Флаг Азербайджана | ПЗ  | Вадим Абдуллаев      | 1994 |  |  |  |  |  |
| 7  | Флаг Азербайджана | ПЗ  | Ульви Исгендеров     | 1997 |  |  |  |  |  |
| 8  | Флаг Бразилии     | ПЗ  | Карлос Жатоба        | 1995 |  |  |  |  |  |

| 10 | Флаг Португалии           | ПЗ  | Бернардо Диас      | 1999 |  |  |  |  |  |
| 11 | Флаг Азербайджана         | ПЗ  | Байрамали Гурбанов | 2002 |  |  |  |  |  |
| 18 | Флаг Боснии и Герцеговины | ПЗ  | Мичо Кузманович    | 1996 |  |  |  |  |  |
| 19 | Флаг Азербайджана         | ПЗ  | Рамин Насирли      | 2002 |  |  |  |  |  |
| 20 | Флаг Азербайджана         | ПЗ  | Туран Велизаде     | 2001 |  |  |  |  |  |
| 21 | Флаг Парагвая             | ПЗ  | Сесар Меса         | 1991 |  |  |  |  |  |
| 23 | Флаг Португалии           | ПЗ  | Нуно Родригес      | 1999 |  |  |  |  |  |
| 24 | Флаг Азербайджана         | ПЗ  | Мустафа Ахмедзаде  | 2003 |  |  |  |  |  |
| 29 | Флаг Бразилии             | ПЗ  | Вандерсон Мело     | 1994 |  |  |  |  |  |
| 88 | Флаг Азербайджана         | ПЗ  | Тугай Ализаде      | 2002 |  |  |  |  |  |
| 97 | Флаг Бразилии             | ПЗ  | Фелипе Сантос      | 1997 |  |  |  |  |  |
|    |                           |     |                    |      |  |  |  |  |  |
| 71 | Флаг Азербайджана         | Нап | Санан Агаларов     | 2005 |  |  |  |  |  |
| 16 | Флаг Бразилии             | Нап | Рамон Мачадо       | 1991 |  |  |  |  |  |

## Результаты

### Чемпионат
| Сезон     | Лига                   | Место | Игр | В  | Н | П  | Р-М   | О  |
| --------- | ---------------------- | ----- | --- | -- | - | -- | ----- | -- |
| 2000—2001 | Чемпионат Азербайджана | 10    | 20  | 3  | 3 | 14 | 14-55 | 12 |
| 2013—2014 | Первый дивизион        | 1     | 30  | 25 | 4 | 1  | 66-11 | 79 |
| 2014—2015 | Премьер-лига           | -     | 2   | 1  | 0 | 1  | 3-1   | 3  |

### Кубок
| Сезон     | Лига                 | Раунд |
| --------- | -------------------- | ----- |
| 2000—2001 | Чемпион Азербайджана | 1/8   |
| 2013—2014 | Первый дивизион      | 1/4   |

## Еврокубки
| сезон     | турнир           | раунд | соперник      | дома | в гостях | итог |
| --------- | ---------------- | ----- | ------------- | ---- | -------- | ---- |
| 2025/2026 | Лига конференций | 2Q    | Арис Салоники | 2:1  | 2:2      | 4:3  |
| 2025/2026 | Лига конференций | 3Q    | Омония        | 0:4  | 0:0      | 0:0  |

## Фан-клуб
У клуба существуют два фан-клуба, один из которых — «Ультрa Араз» поддерживает команду в домашних матчах, второй — «Негшиджахан» ААК — в выездных матчах.

## Главные тренеры
- Тофик Ахундов
- Аскер Абдуллаев
- Азер Багиров (2022—2024)
- Эльмар Бахшиев (с 2024)

## Достижения
- Победитель группы «А» Второй лиги чемпионата СССР по футболу: 1987
- Победитель Первого дивизиона Азербайджана: 2013/2014, 2022/2023
- Бронзовый призёр Азербайджанской Региональной Лиги[азерб.]: 2021/2022
- Чемпионат Нахичеванской Автономной Республики: 2014/2015, 2015/2016, 2016/2017, 2017/2018, 2018/2019[уточнить]
- Бронзовый призёр чемпионата Азербайджана 2024/2025[5]